# Гедвігія
Гедвігія (Hedwigia) — рід мохів родини Hedwigiaceae.
Вперше цей рід був описаний Палісо де Бовуа в 1804 році.
Рід має космополітичне поширення. Є дванадцять прийнятних видів, включаючи:
- Hedwigia ciliata
- Hedwigia stellata